# Tim Salmon
Timothy James Salmon (Long Beach, California, 24 de agosto de 1968), más conocido como Tim Salmon, es un exjugador profesional estadounidense de béisbol que se desempeñó en la posición de jardinero derecho en las Grandes Ligas de Béisbol (MLB). Logró obtener un Bate de Plata.

## Carrera
Salmon jugó como profesional catorce temporadas en Los Angeles Angels (1992-2006), equipo en el que se retiró.

## Premios
Fue galardonado con el Bate de Plata en una oportunidad (1995).